# Hinckley and Bosworth
Hinckley and Bosworth – dystrykt w hrabstwie Leicestershire w Anglii.

## Miasta
- Earl Shilton
- Hinckley
- Market Bosworth

## Inne miejscowości
Barlestone, Barwell, Burbage, Cadeby, Groby, Higham on the Hill, Markfield, Nailstone, Osbaston, Peckleton, Ratby, Shackerstone, Stanton under Bardon, Stoke Golding, Sutton Cheney, Thornton, Twycross, Witherley.